# 소공자
《소공자》(小公子, Little Lord Fauntleroy)는 프랜시스 버넷의 소설이다. 1886년 발표되었다. 뉴욕 시에서 어머니와 단 둘이서 살고 있던 영국 귀족의 손자 세드릭 에롤이 할아버지 집에서 살게 된 후 벌어지는 일들을 담은 이야기이다. 완고하고 인색한 지주로 악명높던 할아버지는 맑고 순수한 손자의 영향으로 어진 성품으로 바뀌게 된다. 이러한 동심에 대한 찬양은 《소공녀》, 《비밀의 화원》 등 다른 작품에서도 일관되고 있다. 19세기 패션계에 레이스 칼라를 유행시킨 작품이기도 하다. 영화, 애니메이션 등으로 수없이 제작되었으며, 영화는 교육방송(EBS)에서 방영된 바 있다.

## 줄거리
1880년대 중반, 미국 뉴욕에서 엄마와 단둘이 살던 소년 세드릭 에롤은 어느 날 집을 찾아온 영국인 변호사 해비셤에게서 자신이 영국 백작가의 후계자라는 사실을 듣게 된다. 세드릭의 아버지는 드린코트 백작의 아들이었지만 미국인 여자와 결혼하면서 집안과 의절한 상태였고, 그를 포함해 백작의 아들들은 모두 죽었기 때문에 손자인 세드릭만이 백작의 유일한 후계자였다. 백작은 세드릭과 같이 살면서 그에게 귀족으로서 소양을 가르치고 싶어하고 세드릭은 할아버지의 뜻에 따라 영국으로 건너가 그의 대저택에서 함께 살게 된다. 하지만 미국인을 몹시 경멸하는 백작은 세드릭의 어머니를 인정하지 않았고, 어머니는 저택 근처의 작은 집에서 세드릭과 떨어져 살게 된다. 완고하고 인색한 지주인 백작과는 달리 세드릭은 어려운 형편의 소작인들을 토지사용료를 늦게 내도록 배려하는 어진 성품을 갖고 있었고 마을 사람들은 이를 찬양한다. 그리고 백작도 손자의 순수한 동심에 영향을 받아, 점차 어진 노인으로 변한다. 이후 세드릭과 백작 앞에 자신이 정당한 후계자라고 주장하는 소년 톰과 그의 어머니 미나가 나타난다. 미나는 자신이 백작의 장남 비비스의 아내이며 톰은 그 아들이라고 주장하고 백작은 그녀를 통해 세드릭의 어머니가 상대적으로 얼마나 훌륭한 여성인지 깨닫게 된다. 한편 세드릭의 고향 친구인 구두닦이 딕은 그녀가 자신의 형수임을 알아보고, 세드릭을 돕기 위해 세드릭의 또다른 친구 홉스와 함께 영국으로 달려온다. 세드릭은 무사히 자신의 지위를 찾게 되고, 백작도 세드릭의 어머니를 찾아가 그녀를 며느리로 인정한다. 세드릭은 할아버지, 어머니, 친구들과 함께 행복한 결말을 맞는다.

## 파생 작품

### 영화
- 소공자(Little Lord Fauntleroy, 1921) : 메리 픽포드 주연
- 소공자(Little Lord Fauntleroy, 1936) : 프레디 바솔로뮤 주연
- 소공자(Little Lord Fauntleroy, 1980) : 릭 슈뢰더 주연

### 애니메이션
- 소공자 세디(小公子セディ, 1988)

## 같이 보기
- 소공녀
- 작은 아씨들